# Mana (mitologia)
Mana, per a les poblacions de la Polinèsia i de la Melanèsia, és una força sobrenatural impersonal.
Acadèmicament, es troba la seva primera utilització el 1814 per part de W. Wiliams, que el tradueix per 'poder', 'influència'. L'any 1891, amb la publicació de l'obra Els melanesis de H. Codrington, el terme tingué una gran difusió amb el significat de 'força sobrenatural', poder diferent a aquell de la força física i capaç de produir el bé i el mal, que pot ser transmès a qualsevol objecte o persona i que els esperits i les ànimes desencarnades posseeixen i poden transmetre. A l'inici del segle xx, Marcel Mauss i R. Hubert elaboraren una teoria que lliga la màgia al concepte de mana, entès com a entitat complexa que no sols és força, sinó també acció, qualitat, estat (Assaig d'una teoria general de la màgia 1902). Pocs anys després, Robert Ranulph Marett, un dels representants del corrent preanimista, defensava que la idea de mana era la base de l'experiència religiosa, una categoria universal que màgia i religió tenen en comú, i que conjuntament amb el concepte de tabú presenta el quadre mínim però indispensable de tots els fenòmens màgics i religiosos. El mana implicarà el tabú, i viceversa: el tabú és l'aspecte negatiu del mana, allò que neix de la por, el mana serà l'aspecte positiu de la potència.
No té cap relació amb el mannà bíblic descrit en l'Èxode.